# Rhamphomyia argentata
Rhamphomyia argentata is een vliegensoort uit de familie van de dansvliegen (Empididae). De wetenschappelijke naam van de soort is voor het eerst geldig gepubliceerd in 1887 door von Roder.